# Fóti boglárkalepke
A fóti boglárkalepke, korábbi nevén zefír plebejusboglárka (Plebejus sephirus) a boglárkalepke-félék családjába tartozó fokozottan védett, nappali lepkefaj. Ezt a fajt Magyarország területén először a Fóti-Somlyón találták meg 1944-ben.

## Jellemzői
Ez a ritka boglárkalepkefaj egy a Würm-glaciális óta fennmaradt maradványfaj, melynek megóvása csak életmódjának ismeretében lehetséges. Ezért igen fontos a hernyójának kizárólagos táplálékául szolgáló növény, a szártalan csüdfű (Astragalus excapus) megóvása. Ezt a növényt a lepke hernyója nem csak fogyasztja, hanem petéit a csüdfű tövébe rakja. A hernyók fejlődését hangyák segítik. A hernyó egy speciális váladékot termel, amely biztosítja a bolyba történő beilleszkedést. A Zefír-boglárka lárvája és a hangyafajok közötti kapcsolat még mindig kutatás tárgya.
Hivatalos magyar neve napjainkra megváltozott, így inkább az eredeti név vált elfogadottá (Zefír-boglárka).

## Elterjedése
Ma már tudjuk, hogy homokos, löszös talajon az országban többfelé előfordul. A Zefír-boglárka sokáig csak a Somlyó-hegyről volt ismert, ezért is nevezték hosszú ideig fóti boglárkának. A legutóbbi évek kutatásai igazolták, hogy Sződligeten, a Szentendrei-szigeten és a tokaji Nagy-Kopasz-hegyen is él több populációja.